# Філіпп Гаррель
Філі́пп Гарре́ль (фр. Philippe Garrel; нар. 6 квітня 1948, Париж, Франція) — французький актор, кінорежисер, сценарист та продюсер. Син актора Моріса Гарреля та батько Луї Гарреля.

## Біографія
Філіпп Гаррель народився 6 квітня 1948 року в західному передмісті Парижа Булонь-Біянкур в сім'ї відомого французького актора Моріса Гарреля. Вирішивши піти стопами батька, Філіпп рано захопився кінематографом і уже в 16-річному віці зняв за власним сценарієм свій перший фільм — «Діти, що розсварилися» (1964). У 1967 році він поставив дебютний повнометражний фільм «Марі на пам'ять».
У 1970-і роки Філіпп Гаррель знімав андеграундні картини, досліджував різні візуальні стилі, а починаючи з 1979 року випустив серію сюжетних автобіографічних фільмів.
У 1982 році Гаррель поставив фільм «Таємна дитина» за який він отримав приз імені Жана Віго. У 1984 році він отримав приз «Перспективи кіно» 37-го Каннського кінофестивалю за фільм «Свобода, ніч».
У 1991 фільм Філіппа Гарреля «Я більше не чую гітари» було номіновано на «Золотого лева» Венеційського кінофестивалю (отримав «Срібного лева»). У 1998 році режисер зняв зірку французького кіно Катрін Деньов у стрічці «Вітер в ночі» (номінувався на «Золотого лева»). У 2000-му ще одну номінацію і Приз ФІПРЕССІ Гаррелю принесла «Дика невинність». У 2005 він отримав «Срібного лева» за «Постійних коханців». У 2011-м його фільм «Те літо пристрасті», головні ролі в якому зіграли Моніка Белуччі та син режисера Луї Гаррель, увійшов до конкурсної програми Венеційського кінофестивалю.
Філіпп Гаррель викладає в державній кіношколі La Femis у Парижі.

## Приватне життя
З 1969 до 1979 року Філіпп Гаррель перебував у романтичних стосунках з німецькою акторкою і співачкою, зіркою групи Velvet Underground Ніко. Вони познайомилися під час запису пісні «The Falconer» для саундтреку фільму Гарреля «Незаймане ложе». Гаррель зняв Ніко у семи своїх фільмах.
Філіпп Гаррель та акторка Бріжит Сі — батьки Луї Гарреля (нар. 1983) та Естер Гаррель. Філіпп почав знімати сина у своїх фільмах починаючи з 1988 року, коли він з'явився в епізоді «Запасних поцілунків».

## Вибрана фільмографія
Режисер
- 1964: Діти, що розсварилися / Les enfants désaccordés (короткометражний)
- 1967: Марі  на пам'ть / Marie pour mémoire
- 1968: Викривач / Le révélateur
- 1969: Незаймане ложе / Le lit de la vierge
- 1972: Внутрішня рана / La cicatrice intérieure
- 1974: Високе усамітнення / Les hautes solitudes
- 1975: Ангел пролетів / Un ange passe
- 1976: Кришталева колиска / Le berceau de cristal
- 1978: Подорож до саду покійних / Voyage au jardin des morts (короткометражний)
- 1979: Блакитні витоки / Le bleu des origines
- 1979: Таємна дитина / L'enfant secret
- 1983: Свобода, ніч / Liberté, la nuit
- 1985: Вона провела стільки часу у світлі софітів... / Elle a passé tant d'heures sous les sunlights...
- 1989: Рятівні поцілунки / Les baisers de secours
- 1991: Я більше не чую гітари / J'entends plus la guitare
- 1993: Народження кохання / La naissance de l'amour
- 1996: Серце примари / Le coeur fantôme
- 1999: Вітер вночі / Le vent de la nuit
- 2001: Дика невинність / Sauvage innocence
- 2005: Постійні коханці / Les amants réguliers
- 2008: Межа світанку / La frontière de l'aube
- 2011: То літо пристрасті / Un été brûlant
- 2013: Ревнощі / La jalousie
- 2015: У тіні жінок / L'Ombre des femmes
- 2017: Коханець на день / L'Amant d'un jour

## Нагороди і номінації
| Рік                        | Категорія                        | Номінант               | Результат |
| -------------------------- | -------------------------------- | ---------------------- | --------- |
| Венеційський кінофестиваль |                                  |                        |           |
| 1991                       | Золотий лев                      | Я більше не чую гітари | Номінація |
| 1991                       | Срібний лев                      | Я більше не чую гітари | Перемога  |
| 1999                       | Золотий лев                      | Вітер вночі            | Номінація |
| 2001                       | Золотий лев                      | Дика невинність        | Номінація |
| 2001                       | Приз ФІПРЕССІ                    | Дика невинність        | Перемога  |
| 2005                       | Золотий лев                      | Постійні коханці       | Номінація |
| 2005                       | Срібний лев                      | Постійні коханці       | Перемога  |
| 2011                       | Золотий лев                      | Те літо пристрасті     | Номінація |
| 2013                       | Золотий лев                      | Ревнощі                | Номінація |
| Каннський кінофестиваль    |                                  |                        |           |
| 1984                       | Приз конкурсу «Перспективи кіно» | Свобода, ніч           | Перемога  |
| 2008                       | Золота пальмова гілка            | Межа світанку          | Номінація |
| Європейська кіноакадемія   |                                  |                        |           |
| 2006                       | Приз ФІПРЕССІ                    | Постійні коханці       | Перемога  |
| Приз Жана Віго             |                                  |                        |           |
| 1982                       | Найкращий художній фільм         | Таємна дитина          | Перемога  |
| Приз Луї Деллюка           |                                  |                        |           |
| 2005                       | Постійні коханці                 | Постійні коханці       | Перемога  |
| Премія «Люм'єр»            |                                  |                        |           |
| 2005                       | Найкращий режисер                | Постійні коханці       | Перемога  |
| 2016                       | Найкращий режисер                | У тіні жінок           | Номінація |
| 2018                       | Найкращий режисер                | Коханець на день       | Номінація |

## Громадська позиція
У липні 2018 підтримав петицію Асоціації французьких кінорежисерів на захист ув'язненого у Росії українського режисера Олега Сенцова